# Thamnium capense
Thamnium capense là một loài rêu trong họ Neckeraceae. Loài này được Broth. & Dixon mô tả khoa học đầu tiên năm 1916.